# Uit talloos veel miljoenen
Uit talloos veel miljoenen (1981) is een roman van Willem Frederik Hermans die zich afspeelt in het Groningse academische milieu.

## Inhoud
De titel Uit talloos veel miljoenen verwijst naar het motto van de roman, "Niets, wordt er, niets, uit talloos veel miljoenen", de mistroostige slotregel uit het gedicht Overvloed van Jacob Winkler Prins. In een interview bevestigde Hermans dat het boek eigenlijk gaat over gebrek aan talent: "Uit talloos veel miljoenen beschrijft een verzameling totaal onbegaafde mensen." Inderdaad, de beide hoofdpersonen van de roman, het echtpaar Clemens en Sita van de Wissel, sinds 23 jaar getrouwd, presteren opvallend weinig méér dan het nuttigen van enorme hoeveelheden alcohol. En zij zijn de enigen niet in hun villawijk in Paterswolde. Vilein schildert Hermans het sociale verkeer met de hooglerarenechtparen die hun buren zijn, vol geroddel, afgunst op collega's, doen-alsof, seksuele tics en drank. 
Clemens, een bankierszoon, Doctor in de maatschappijwetenschappen, is als wetenschappelijk hoofdmedewerker bij de Rijksuniversiteit van Groningen beland en wacht al tien jaren vergeefs op een bevordering tot hoogleraar. De enige vakliteratuur die hij kent, schijnt de neo-marxistische filosoof Marcuse te zijn. Avond aan avond trekt hij zich terug op zijn werkkamer om te schrijven aan een artikel over de negentiende-eeuwse arbeidersbeweging ("Some preliminary remarks concerning the idea of 'Bezogenheit' in nineteenth century Holland trade unionism"), zonder dat er één letter op papier komt.
Zijn echtgenote Sita (Rosita) is de echte hoofdpersoon van de roman. Van lagere afkomst, dochter van een wolwinkelierster, is zij geïnspireerd geraakt door een buurvrouw die succesvol het ene na het andere boekje publiceert over "Vogeltje Parlevliet". Sita heeft de grote wens opgevat om zelf een boekje te publiceren over "Beertje Bombazijn", met kinderversjes zoals: 
"Bombazijn dat brave beertje
Die at 's zondags graag een peertje,
 's Zaterdags een stukje worst
Met een biertje voor de dorst."
Maar het schrijven vlot bij Sita evenmin als bij Clemens. Het notitieblokje waarin ze haar invallen noteert blijft grotendeels leeg, de weinige kopij die ze op papier krijgt raakt ze bij een straatroof kwijt, en haar pogingen contact te leggen met een illustrator en een uitgever mislukken grandioos.
Hun huwelijk is vreugdeloos, de toon wordt al gezet in de allereerste alinea van het boek, waar Clemens bij het zetten van een pot thee denkt "Ik ben toch eigenlijk een goed mens, dat ik haar niet vergiftig." Het huwelijk is, na een abortus van hun beider eerste kind, kinderloos gebleven. Wel is vóór hun huwelijk uit een zeer kortstondige jeugdaffaire van Sita met een Amerikaans militair een dochter geboren, Parel (Pearl), die vrijgevochten als ze is voor complicaties zorgt. Deze Parel, amper getrouwd met een foute betonwerker met losse handjes, gaat ervandoor met een jonge - uiteraard getrouwde - collega van Clemens die aan de universiteit pijlsnel carrière maakt. Voor Clemens aanleiding erop te speculeren of deze lover van zijn stiefdochter kan fungeren als kruiwagen voor zijn eigen loopbaan. Dus als Parel vervolgens midden in de nacht vanuit Zwitserland belt dat ze in de steek gelaten is en zonder geld in het hotel zit, vertrekt Sita direct richting Zwitserland, maar Clemens' grootste zorg lijkt eerder welk effect deze verwikkelingen zullen hebben op zijn eigen universitaire carrière.
De eerste druk van de roman eindigt als Sita van de gynaecoloog hoort dat zij een tumor in haar buik heeft, en in de woorden van de arts "de hele boel eruit" moet. In de tweede druk (1983) heeft Hermans een slothoofdstuk toegevoegd, waarin Sita na de operatie door Clemens wordt opgezocht in het ziekenhuis. Zo rondt de schrijver het "Niets, wordt er, niets" uit het motto af: eerst heeft ze haar kind bij Clemens door abortus verloren, daarna haar versjes door diefstal, ten slotte "de hele boel eruit".

## Verband metOnder professoren
Uit talloos veel miljoenen kan gezien worden als een vervolg op Onder professoren, Hermans' sleutelroman (1975) over de Groninger academische wereld in de jaren '70. Een directe link is dat in beide boeken Eddie Barend optreedt, de psychiater die verzekert dat hij zo ongeveer alle hoogleraren onder zijn cliëntèle mag rekenen. Anders dan in Onder professoren zijn hier de beschreven hoogleraren niet duidelijk te herleiden tot werkelijk bestaande personen. Wel vertoont de Amsterdamse uitgever Dick Hosselaar heel wat trekjes van Geert van Oorschot, met wie Hermans gebrouilleerd was geraakt ("Uitgever Oorwurm").

## Beoordeling
Toen het boek verscheen, waren de kritieken grotendeels negatief, waarbij vooral werd gewezen op slordig taalgebruik. Omdat een duidelijke verhaallijn ontbreekt, is de inhoud van het boek lastig samen te vatten. Wel is de roman vaak hilarisch, soms ook wrang ontroerend, maar de morele dilemma's en het door elkaar lopen van goed en fout die eerder werk van Hermans vaak boeiend maken, ontbreken. Een interessant motief in het boek vormt mislukkende communicatie, in het bijzonder als die verloopt via brieven en briefjes.

## Spin-off:Beertje Bombazijn
Onder het pseudoniem Sita van de Wissel liet Hermans in kleine oplage (50 exemplaren) een leporelloboekje Beertje Bombazijn produceren, met enkele versjes uit de roman. Het bevatte een voorwoord door "Dick Hosselaar" [Hermans zelf] en illustraties van "Lionel Prent" (Ewald Spieker). Het colofon licht toe dat Sita's handtas met daarin de versjes zou zijn gevonden "tussen de struiken in het Vondelpark". Dit sluit aan op de roman, waarin Sita in Amsterdam van haar handtasje wordt beroofd door "twee jongens op een bromfiets".

### Documentaire
- Andere tijden (seizoen 2002-2003, coproductie NTR en VPRO) over zijn tijd bij de Groninger universiteit; op Geschiedenis 24 (tekst); (beeld). Geraadpleegd 14-10-2013.